# Henri Weewauters
Henri Weewauters est un skipper belge né le 8 novembre 1875 à Wilrijk et mort le 7 juin 1962 à Edegem.

## Carrière

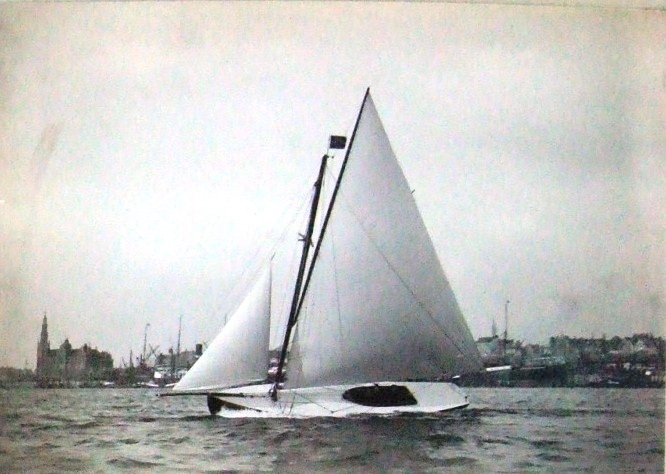
Le Zut aux Jeux olympiques de 1908.

Henri Weewauters participe à la course de classe 6 mètres des Jeux olympiques d'été de 1908 qui se déroulent à Londres.
À bord de Zut, il remporte avec Louis Huybrechts et Léon Huybrechts la médaille d'argent.
À Anvers aux Jeux olympiques d'été de 1920, il est médaillé de bronze en classe 8 mètres sur le Antwerpia V avec Albert Grisar, Willy de l'Arbre, Léopold Standaert et Georges Hellebuyck.